# Jovanka Houska
Jovanka Houska (* 10. Juni 1980 in London) ist eine englische Schachspielerin und erhielt im Jahr 2000 von der FIDE den Titel Großmeisterin der Frauen (WGM) und 2005 den Titel Internationaler Meister (IM).

## Schach
1990 wurde Jovanka Houska Dritte bei der Jugendweltmeisterschaft U10 für Mädchen in Fond du Lac. Nach vielen weiteren Erfolgen gewann Jovanka Houska 1998 die Bronzemedaille bei der Europäischen Jugendmeisterschaft der Mädchen unter 20. Im Jahr darauf erhielt sie den Titel Internationaler Meister der Frauen (WIM). Ihre erste WGM-Norm erreichte sie 1999 bei der Britischen Meisterschaft, noch als Teenager. Im Jahr 2000 gewann sie die Europameisterschaft der Mädchen U20 in Avilés vor Viktorija Čmilytė. In den Jahren 2008 bis 2012 gewann sie fünfmal in Folge die Britische Meisterschaft der Frauen, weitere Titelgewinne gelangen ihr 2016 bis 2019.
Trotz ihres Studiums beteiligte sie sich an vielen internationalen Mannschaftswettbewerben. Sie nahm mit der englischen Frauenauswahl an jeder Schacholympiade zwischen 1998 in Elista und 2010 in Chanty-Mansijsk teil sowie erneut an der Schacholympiade 2014. Von 1999 bis 2011 war sie auch bei allen Europamannschaftsmeisterschaften der Frauen für England im Einsatz, wobei sie 2001 mit ihrem Team eine Bronzemedaille gewann. 2015 und 2017 nahm sie erneut an der Mannschaftseuropameisterschaft der Frauen teil und erreichte 2015 das zweitbeste Einzelergebnis am Spitzenbrett.
In der deutschen Schachbundesliga spielte Houska in den Spielzeiten 2003/04 und 2004/05 beim SV 1920 Hofheim. In der Frauenbundesliga spielte sie von 1999 bis 2003 für den SK Holsterhausen sowie in den Saisons 2011/12 und 2015/16 für die Karlsruher Schachfreunde.
In der britischen Four Nations Chess League (4NCL) spielte Jovanka Houska von 1993 bis 2004 für Slough (wobei sie in der Saison 1995/96 auch eine Partie für Na Fianna spielte und in der Saison 1999/2000 gar nicht zum Einsatz kam). Mit Slough nahm Houska auch am European Club Cup der Frauen 1997 teil. Von 2005 bis 2008 spielte sie für die Hilsmark Kingfisher, mit dem sie auch zweimal am European Club Cup teilnahm, seit 2008 für die Wood Green Hilsmark Kingfisher, die durch den Zusammenschluss der Hilsmark Kingfisher mit Wood Green entstanden und seit der Saison 2018/19 wieder als Wood Green antreten. Jovanka Houska gewann die 4NCL 1996, 1999 und 2009. In Frankreich spielt Houska beim Club de L’Echiquier Deauvillais und spielte mit diesem in den Spielzeiten 2009/10 und 2011/12 in der höchsten Spielklasse (2009/10 in der Top 16, 2011/12 in der Top 12). In der norwegischen Eliteserien spielt Jovanka Houska seit 2009 beim Bergens Schakklub.
Im Juni 2019 liegt sie in der englischen Rangliste der Frauen auf dem ersten Platz vor Harriet Hunt. Ihr älterer Bruder Miroslav (* 1978) ist ebenfalls Internationaler Meister.
Houska arbeitet als Kommentatorin für die Online Schachwebsite chess24.com für die sie unter anderem vom 24. November bis zum 16. Dezember 2021, zusammen mit David Howell und Kaja Snare, die Schachweltmeisterschaft 2021 in Dubai kommentierte.

## Werke (Auswahl)
- Caro-Kann für Schwarz und Weiß: ein komplettes Repertoire gegen 1. e4. EuroChess Zentrale 2008, ISBN 978-3-932336-14-0.
- Skandinavisch. Eröffnungsreihe STARTING OUT, Everyman Chess. 2010, 336 Seiten. ISBN 978-3-942383-05-9.
- mit James Essinger: The Mating Game: A New Romance Novel from the British Women’s Chess Champion. The Conrad Press, Canterbury 2016, ISBN 978-1-911546-10-8.